# British Columbia Heritage Rivers System
Das British Columbia Heritage Rivers System existiert seit 1995. Es wurden 20 Fließgewässer ausgewählt, die die Verschiedenheit der Flüsse in British Columbia repräsentieren sollen.
Die ersten sieben Flüsse erhielten diesen Status 1996, die letzten beiden im Jahr 2000.
1995 trat British Columbia dem Canadian Heritage Rivers System bei. Drei Flüsse in British Columbia haben gegenwärtig den entsprechenden Status.

## Liste derB.C. Heritage Rivers
- Adams River
- Alouette River
- Atnarko River
- Babine River
- Bella Coola River
- Campbell River
- Columbia River
- Cowichan River (auch ein Canadian Heritage River)
- Fraser River (auch ein Canadian Heritage River)
- Horsefly River
- Kechika River
- Kettle River
- Middle River
- Mission Creek
- Peace River
- Prophet River
- Skagit River
- Stikine River
- Stuart River
- West Road (Blackwater) River